# Castillo de la Garriga
El Castillo de la Garriga son unas ruinas del antiguo edificio del castillo de la población de Rosas perteneciente a la comarca catalana del Alto Ampurdán en la provincia de Gerona. Incluido en el Inventario del Patrimonio Arquitectónico de Cataluña y protegido como Bien Cultural de Interés Nacional.

## Historia
El Castillo de La Garriga fue construido o reconstruido en el siglo XIV por Francesca de Vilamarí, viuda de Berenguer de Fortià, gracias a la protección de su hija, la reina Sibila de Fortiá, cuarta esposa de Pedro el Ceremonioso. Prueba es la orden dada por el rey el 21 de junio de 1383, mandando que se facilitara la mejor madera a la madre de la reina para utilizarla en la construcción del castillo de La Garriga de Rosas. El rey concedió, posteriormente, a Francesca, derechos sobre los habitantes del lugar y el castillo de La Garriga y su término.
Tras la muerte del rey, el conde Juan I de Ampurias, como represalia contra los familiares de Sibila, se apresuró a apoderarse del castillo de La Garriga con sus pertenencias. A pesar de que el rey Juan ordenara que fuera restituido a Francesca de Vilamarí, parece que el conde lo tuvo un largo tiempo en su poder. Después de la incorporación del condado de Ampurias a la corona, ordenada por Martín el Humano en 1409, este rey indemnizó a Bernat de Fortià, heredero de Francesca, por la temporada que el castillo estuvo en manos del conde.
Todo hace suponer que el castillo de La Garriga dio nombre al importante linaje de los Sagarriga, emparentados con los Fortià y Vilamarí. De este linaje salieron personajes de gran importancia en el país, sobre todo en el siglo XV, como el arzobispo de Tarragona, Pedro de Sagarriga.

## Descripción
Situado al oeste del núcleo urbano de la población, en el paraje de La Garriga. Se accede a través de un camino de tierra que se toma desde la carretera de Rosas en la estación de Vilajuiga, pasando por delante de las instalaciones de un parque acuático.
Se trata de los restos del castillo medieval de La Garriga, localizados encima de una pequeña colina, a unos 250 metros de la carretera de Rosas a Cadaqués. Los restos se concentran en la parte más alta de la colina. Son grandes fragmentos esparcidos de muro, probablemente dinamitados, construidos con piedra y mortero de cal, que habían formado parte de la fortificación. En general, el aparato de estos fragmentos no parece anterior al siglo XVI. Sin embargo, algunos puntos donde las piedras son más pequeñas y mejor puestas en hiladas, podrían ser restos de la obra más antigua. En la parte oeste del cerro se localizan unos muros bastante arrasados, los cuales conforman un espacio de planta rectangular, que también formarían parte del antiguo castillo.
En la vertiente sur del cerro se localizan los restos de un conjunto de muros bastante diferentes a los atribuidos a la fortificación. Estos se encuentran construidos con piedra y material constructivo ligado con mortero de cal, y con unas medidas bastante inferiores a la de los grandes bloques localizados en la parte superior de la colina. Se corresponden con los restos de una masía de época moderna.